# Меркушина Олександра Олегівна
Олекса́ндра Оле́гівна Мерку́шина (нар. 14 січня 2005, с. Підгородне, Тернопільська область) — українська біатлоністка, чемпіонка України з біатлону. Дочка української біатлоністки Ірини Меркушиної та сестра Анастасії Меркушиної.  Майстер спорту України міжнародного класу (2025).

## Кар'єра
У 2019 році на дорослому чемпіонаті України з біатлону, який пройшов у Тисовці, Меркушина виграла два золота. 27 грудня стала переможницею у спринтерській гонці. Біатлоністка пройшла дистанцію за 23 хвилини і 51,3 секунди, випередивши Юлію Городнюю і Яну Бондар на 12 і 32,2 секунди відповідно. Олександра перемогла, незважаючи на чотири промахи (три — на стрільбі стоячи), тоді як її переслідувачки припустилися по два промахи кожна. Напередодні, 26 грудня, спортсменка також перемогла у спринті та стала наймолодшою переможницею дорослих чемпіонатів України в історії. Вона випередила Любов Кіпяченкову, яка фінішувала другою, на 58,8 секунди.
На зимовій Універсіаді 2025 року в Турині (Італія) виборола «золото» в одиночній змішаній естафеті (з Сергієм Супруном).

## Виступи на юніорських та юнацьких чемпіонатах світу
| Змагання         | Індивідуальна | Спринт | Переслідування | Масстарт | Естафета | Змішана естафета |
| ---------------- | ------------- | ------ | -------------- | -------- | -------- | ---------------- |
| 2021 Обертілліях | DNF           | 16     | 15             | Н/Д      | 10       | Н/Д              |
| 2023 Щучинськ    | 3             | 18     | 10             | Н/Д      | 4        | 3                |
| 2024 Осрбліє     | 21            | 11     | Н/Д            | 1        | 11       | 8                |
| 2025 Естерсунд   | 9             | 15     | Н/Д            | 3        |          | 5                |

## Виступи на чемпіонатах Європи
| Змагання           | Індивідуальна | Спринт | Переслідування | Естафета | Змішана естафета | Одиночна змішана естафета |
| ------------------ | ------------- | ------ | -------------- | -------- | ---------------- | ------------------------- |
| 2024 Осрбліє       | 18            | 39     | 48             | Н/Д      | —                | —                         |
| 2025 Валь-Мартелло | 30            | 12     | 18             | 8        | Н/Д              | Н/Д                       |

## Статистика Кубка світу
| 2022–2023 | Контіолахті | Контіолахті | Контіолахті | Контіолахті | Гохфільцен | Гохфільцен | Гохфільцен | Аннесі-Ле-Гран-Борнан | Аннесі-Ле-Гран-Борнан | Аннесі-Ле-Гран-Борнан | Поклюка | Поклюка | Поклюка | Поклюка | Рупольдінг | Рупольдінг | Рупольдінг | Антерсельва | Антерсельва | Антерсельва | ЧС Обергоф | ЧС Обергоф | ЧС Обергоф | ЧС Обергоф | ЧС Обергоф | ЧС Обергоф | ЧС Обергоф | Нове Место | Нове Место | Нове Место | Нове Место | Естерсунд | Естерсунд | Естерсунд | Осло | Осло | Осло | Підсумки | Підсумки |
| 2022–2023 | Інд         | Спр         | Ест         | Пр          | Спр        | Ест        | Пр         | Спр                   | Пр                    | МС                    | Спр     | Пр      | ЗМ      | ОЗМ     | Інд        | МС         | Ест        | Спр         | Пр          | Ест         | Ест        | Спр        | Пр         | Спр        | Пр         | ЗМ         | ОЗМ        | Спр        | Пр         | ЗМ         | ОЗМ        | Інд       | МС        | Ест       | Спр  | Пр   | МС   | Очок     | Місце    |
| 2022–2023 | —           | —           | —           | —           | 72         | —          | —          | —                     | —                     | —                     | —       | —       | —       | —       | —          | —          | —          | 44          | DNS         | —           | —          | —          | —          | —          | —          | —          | —          | —          | —          | —          | —          | —         | —         | —         | —    | —    | —    | —        | —        |

## Сім'я
Мама Олександри, Ірина Меркушина, також займалася біатлоном і в 1990-ті роки брала участь у змаганнях Кубку світу в складі збірної України, завершила кар'єру 2004 року. Батько працює тренером з біатлону. Старша сестра Анастасія також займається біатлоном.